# دان ویت هات
دان ویت هات (انگلیسی: Đoàn Viết Hoạt؛ زادهٔ ۲۴ دسامبر ۱۹۴۲) روزنامه‌نگار اهل ویتنام است. او یک فعال دموکرات است که به خاطر مخالفت با رهبری حزب کمونیست ویتنام به‌طور مداوم زندانی بوده‌است وتا کنون جوایز بین‌المللی متعددی را که فعالیت‌هایش را مورد تأیید قرار می‌دهند دریافت کرده‌است از جمله وی برندهٔ جوایزی همچون جایزه حقوق بشر رابرت اف. کندی شده‌است. اغلب او را آندره ساخاروف ویتنام می‌نامند.